# Papuc

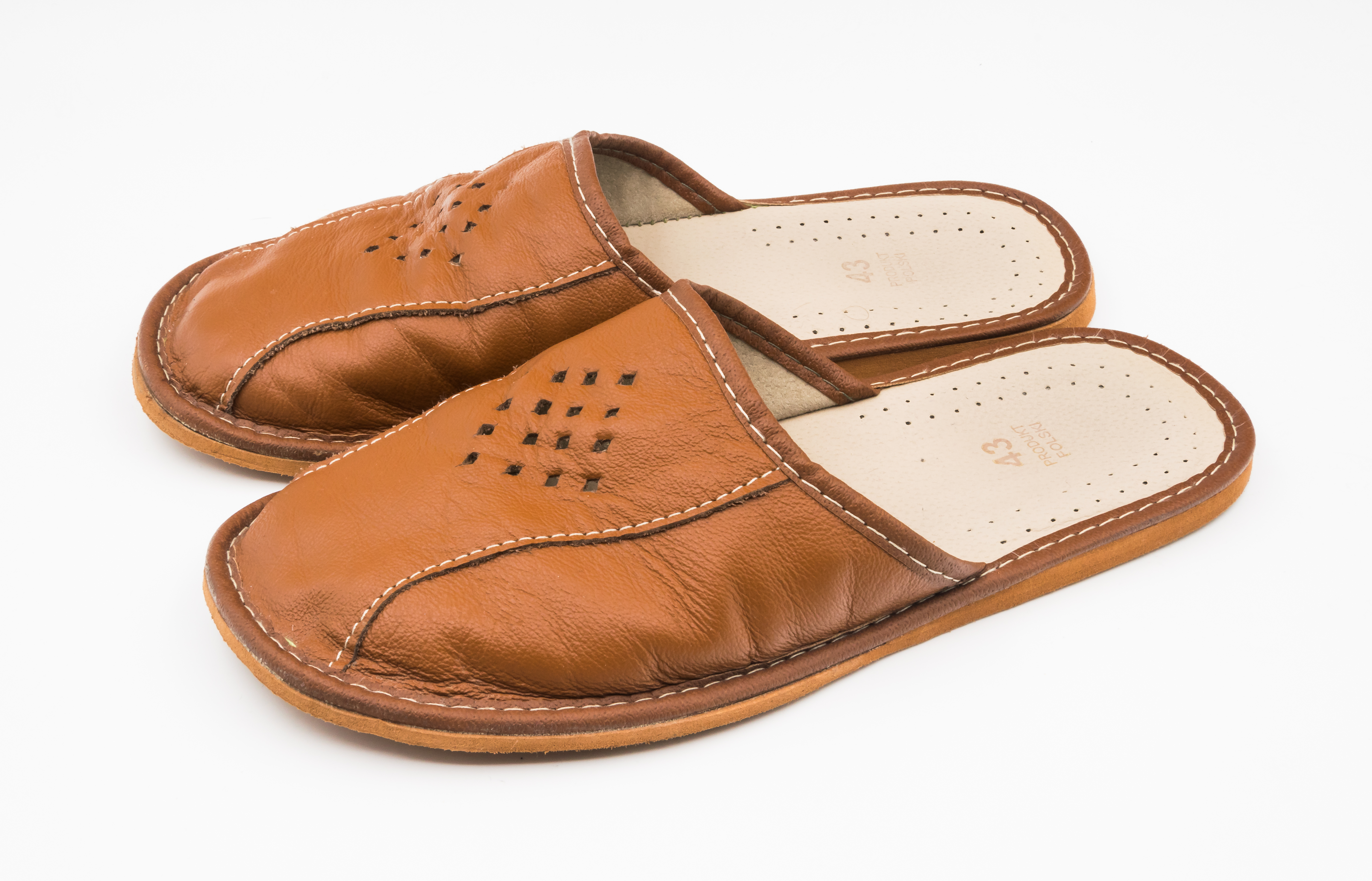
O pereche de papuci maro.

## Istoric
Papucii provin din îndepartata Asie, unde și-au făcut apariția în secolul XII și ne duc cu gândul la covoare persane, materiale prețioase și locuri exotice.
Deși în cultura europeană papucii sunt cunoscuți ca fiind un tip de încălțăminte ce se poartă preponderent în casă, începutul anilor ’90 a adus o schimbare majoră în felul în care papucii erau priviți, prin apariția faimoșilor flip-flops.
Romanii, care în cele din urmă i-au cucerit pe greci, și au adoptat mai multe aspecte ale culturii lor, nu au adoptat și percepția acestora în ceea ce privește încălțămintea și îmbrăcămintea. Îmbrăcămintea romanilor a fost văzută ca un semn de putere, iar încălțămintea a fost văzută ca o necesitate pentru a trăi într-o lume civilizata, cu toate că sclavii sau săracii, mergeau de obicei în picioarele goale. Există mai multe referiri la faptul că pantofii au fost purtați în timpurile biblice. În timpul nunților din această perioadă, un tată dăruia ginerelui său o pereche de pantofi, pentru a simboliza transferul de autoritate. Sclavii erau în general desculți, iar pantofii erau considerați insigne de libertate în timpurile biblice.
Pantofii au fost purtați în primul rând în teatru, ca un mijloc de creștere a staturii, însă mulți au preferat să meargă desculți. Sportivii participau la Jocurile Olimpice antice desculți și dezbrăcați. Chiar și zeii și eroii, prima dată au fost descriși desculți, iar Alexandru Cel Mare a cucerit vast imperiul cu armatele desculțe. 

## Cultură și folclor
În mod tradițional, pantofii au fost realizați din piele, lemn sau pânză, însă sunt din ce în ce mai realizați din cauciuc, plastic și alte materiale derivate.
Un pantof este un element de încălțăminte destinat să ofere confort și protecție piciorului în timpul diverselor activități. Pantofii, sunt de asemenea, folosiți și ca elemente de decor. În timp, designul pantofilor a variat foarte mult de la cultură la cultură. În plus, de multe ori moda a adus numeroase elemente de design, cum ar fi pantofii cu tocuri foarte înalte sau cei cu talpă plată. Încălțămintea contemporană, variază foarte mult în stil, complexitate și costuri.

## Tipuri
Cea mai veche pereche de pantofi din piele din lume, a fost realizată dintr-o singura bucată de piele de vacă, erau cusuți în față și în spate cu un cablu de piele, și a fost găsită într-o peșteră în Armenia în 2008; se crede că datează de la 3300 î.Hr.
Primele modele au fost foarte simple în ceea ce privește designul, de multe ori simpli “saci pentru picioare” din piele pentru a proteja picioarele de pietre, moloz și frig. Acestea au fost întâlnite mai des în zonele cu climă rece.
Pentru că civilizațiile au început să se dezvolte, erau purtate sandale cu curele. Acestea au fost, de asemenea purtate în Ierusalim, în timpul lui Iisus Hristos. Sandalele din curele au fost purtate de multe civilizații și erau făcute dintr-o varietate de materiale, îndeosebi plante. Sandalele egiptene erau făcute din frunze de papirus și palmier. În India au fost făcute din lemn. În China și Japonia s-au folosit paie de orez. Frunzele plantelor de sistal au fost folosite pentru a face sfoara pentru sandale în America de Sud, în timp ce nativii din Mexic au folosit plante Yucca.
În timp ce sandalele din curele erau purtate, mulți oameni din cele mai vechi timpuri, cum ar fi egiptenii, hindușii și grecii, nu simțeau nevoia de încălțăminte și de cele mai multe ori preferau să umble desculți. Egiptenii și hindușii au făcut o utilizare a incălțămintei ornamentale, care nu a oferit nici o protecție piciorului. În mare măsură grecii antici au privit încălțămintea ca fiind inestetica și inutilă.